# 로시야 항공
로시야 항공(러시아어: Россия (авиакомпания), 영어: Rossiya Russian Airlines)은 러시아의 항공사로 브누코보 국제공항, 오렌부르크 첸트랄니 공항, 로스토프나도누 공항, 풀코보 국제공항이 허브 공항이다. 아에로플로트의 자회사로 항공편도 아에로플로트 편으로 운항한다. 본사는 상트페테르부르크에 있으며 지점은 모스크바에 위치해 있다. 그 밖에 러시아와 해외에 54개의 사무소가 있다.

## 개요
러시아 제2의 도시인 상트페테르부르크와 수도 모스크바를 기반으로 운항하는 항공사로 2015년 기준으로 우랄 항공 다음으로 러시아의 제6의 항공사가 되었고 4,700,000명의 수송했다. 2016년에 러시아 정부가 새로운 항공사로 재편하기 위해 오렌에어, 도나비아 항공과 합병하면서 현재의 브랜드로 변경하게 되었다. 러시아의 항공사 기준으로 아에로플로트, S7 항공, 유테이르 항공, 우랄 항공 다음으로 제5의 항공사가 되었다.

## 역사
1992년에 당시 러시아 정부가 전액 출자해 설립했다. 2004년 12월에 상트페테르부르크에 기반하여 운항하던 풀코보 항공을 합병하기로 발표했고 2006년에 최종 합병이 되었다. 당시 이 항공사는 모스크바를 기점으로 54개의 국제선과 국내선을 운항했다.
2010년 2월에 러시아 정부는 지역 항공사의 재정을 개선하기 위해 러시아 정부가 운영하는 로스테크놀로지를 통해 당시 러시아 정부 소유의 지방 항공사를 러시아의 국영 항공사인 아에로플로트와 합병을 발표했다. 그 결과 최대 주주가 러시아 정부에서 아에로플로트가 되었다. 2014년 3월에 아에로플로트 항공편인 SU편을 운항하기 시작했다.
2015년 10월, 아에로플로트는 도나비아 항공, 오렌에어와 합병을 발표했으며 2016년에 두 항공사의 합병으로 아에로플로트, S7 항공, 유테이르 항공, 우랄 항공에 이어 러시아에서 다섯 번째로 규모인 국영 항공사로 재편했다. 또한 트랜스아에로 항공에서 운항했던 일부 노선도 인수를 하면서 취항지는 더 늘어날 것으로 보인다. 한편 러시아의 저가 항공사인 포베다 항공과 극동 지방의 항공사인 오로라 항공은 현행대로 운항할 예정이다.

## 운항 노선
- 2012년 4월 기준으로 로시야 항공은 다음과 같은 노선을 운항하고 있다.

### 코드쉐어 협정
- 로시야 항공은 다음과 같은 항공사와 코드쉐어 협정을 하고 있으며 주로 스카이팀 회원이 많으나 항공 동맹에 가입하지 않았다.

| - KLM (스카이팀) - LOT 폴란드 항공 (스타 얼라이언스) - 노르웨이 에어 셔틀 - 대한항공 (스카이팀) - 벨라비아 항공 - 스위스 국제항공 (스타 얼라이언스) - 스칸디나비아 항공 (스카이팀) - 아에로플로트 (스카이팀) - 아이슬란드 항공 | - 에어 몰도바 - 에어발틱 - 에어 아스타나 - 에어프랑스 (스카이팀) - 오스트리아 항공 (스타 얼라이언스) - 이베리아 항공 (원월드) - 핀에어 (원월드) - 하이난 항공 |

## 보유 기종

### 현재 사용하는 기종
- 2024년 8월 기준으로 로시야 항공은 다음과 같은 기종을 보유하고 있으며 평균 기령은 11.4년이다.[11][12][13]

## 사진

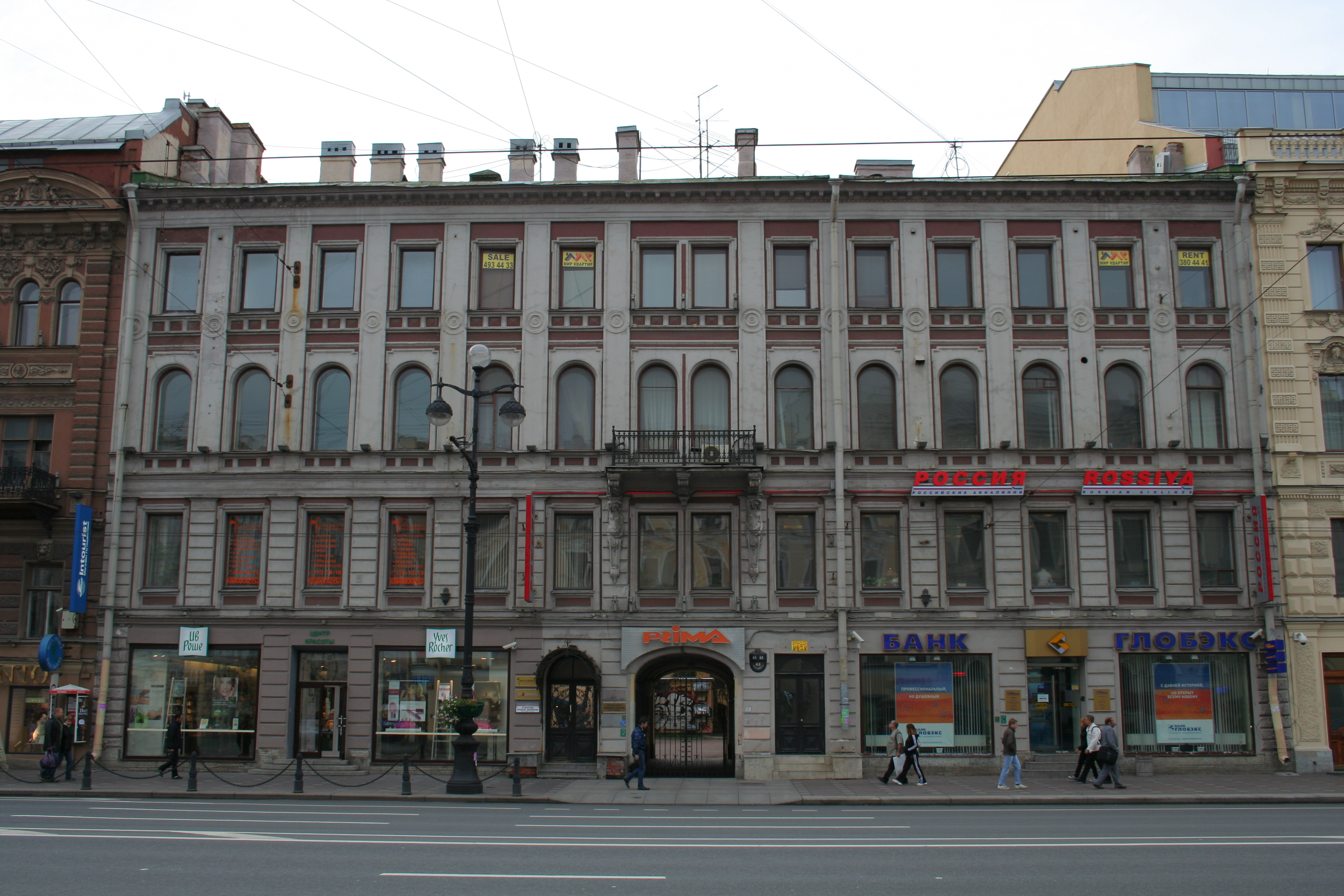
로시아 항공 상트페테르부르크 본사 전경
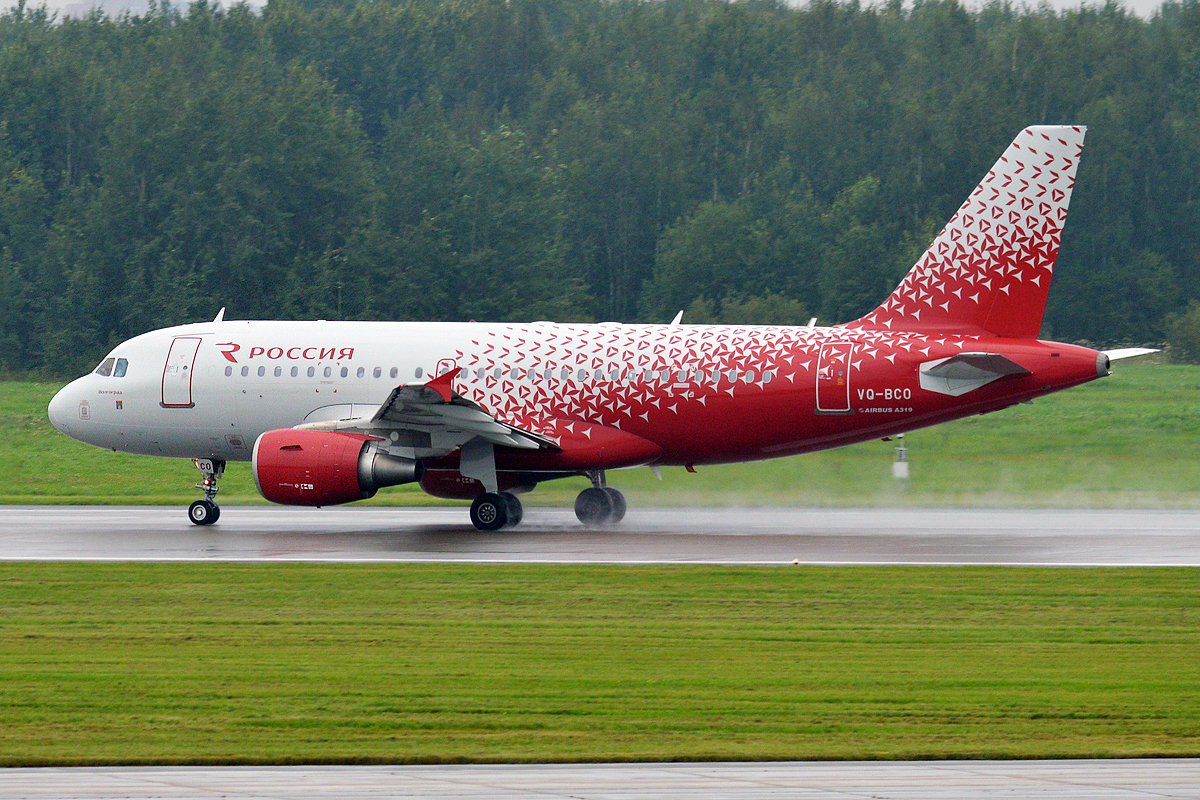
로시야 항공의 에어버스 A319-100
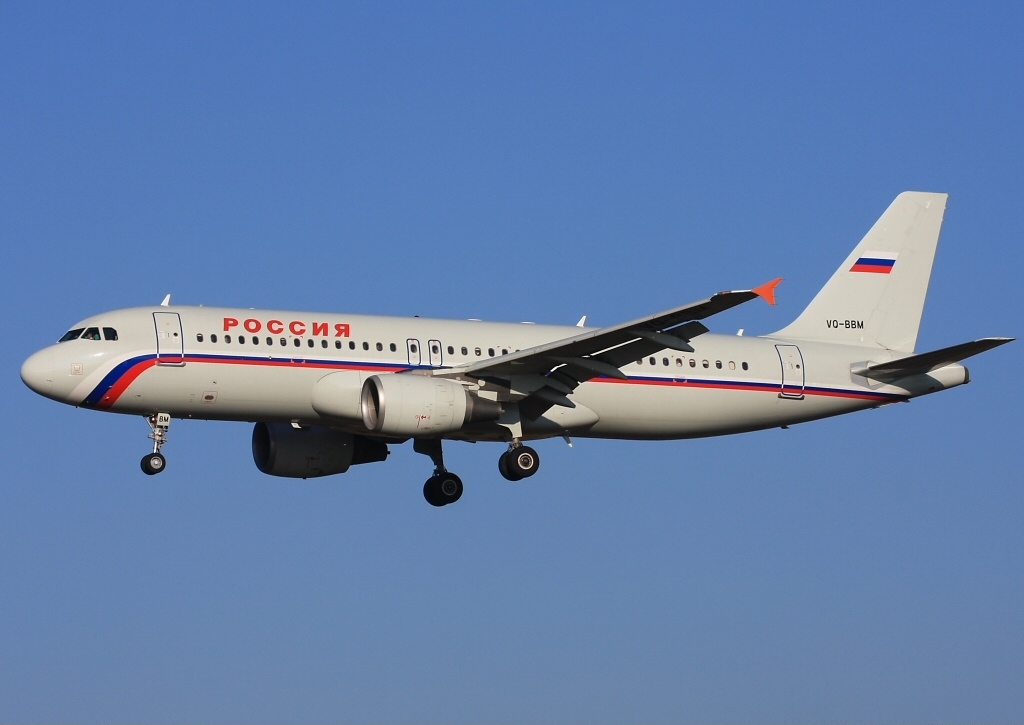
로시야 항공의 에어버스 A320-200
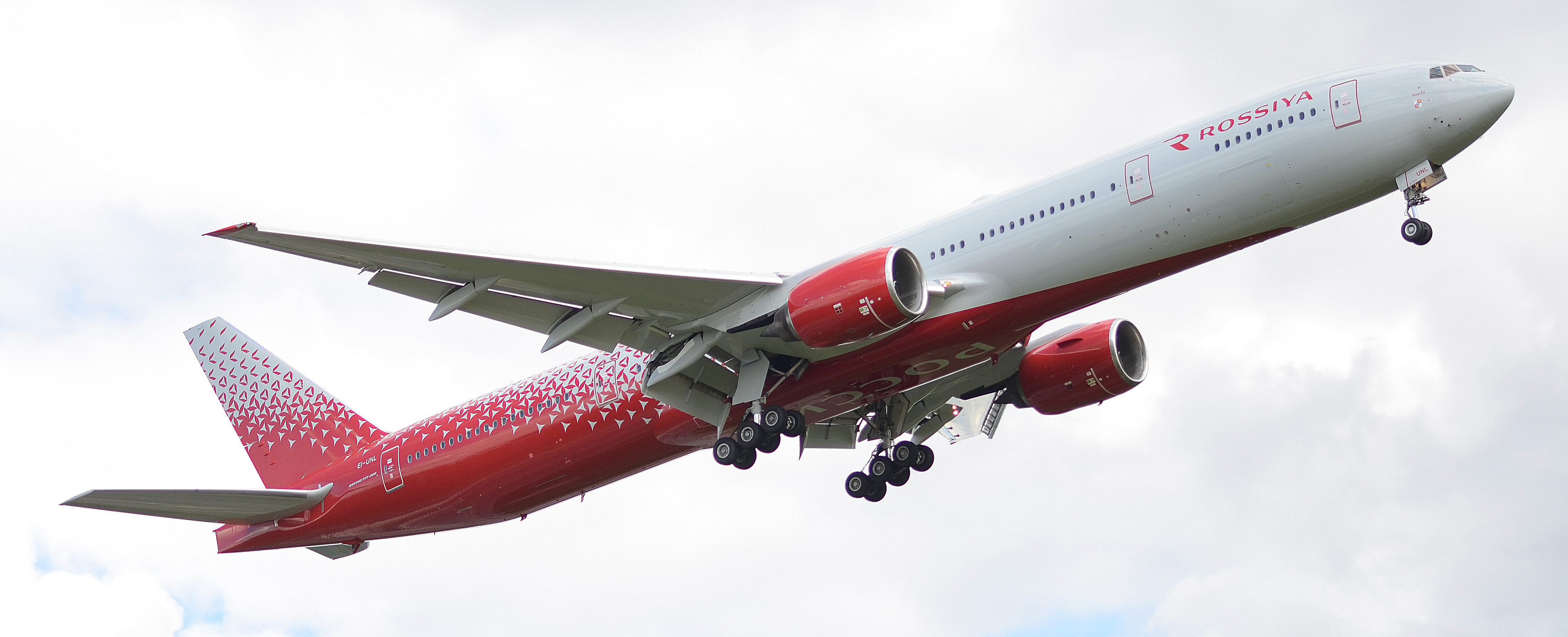
로시야 항공의 보잉 777-300